# Federico II di Tubinga

Stemma dei conti palatini di Svevia della casa di Tubinga.

Federico di Tubinga (... – 1162) fu conte palatino di Svevia con il nome di Federico II dal 1152 alla sua morte.

## Origine
Federico era il figlio maggiore del conte palatino di Svevia Ugo I di Tubinga e di Emma, figlia del conte di Zollern Federico I.

## Biografia
Alla morte del padre, Federico gli successe come conte palatino di Svevia, diventando il secondo conte palatino a portare questo nome dopo Federico I. È possibile trovarlo menzionato con il titolo di conte palatino di Svevia in diversi documenti. Il più antico di questi, ritrovato a Speier nel XIX secolo, risale all'agosto 1152 e fu firmato dall'imperatore Federico I Barbarossa. L'importanza di questo documento sta nel fatto che rappresenta l'unica testimonianza dell'esistenza di diversi conti, tra cui Egino di Vehingen.
Federico appare solo una volta per proprio conto, in un documento dell'agosto 1152 quando, in compagnia del suo servitore Eticone, donò al monastero di Salem cinque mansi, con tutti i diritti associati, a Hohenbuch.
In un altro documento redatto a Palme nel gennaio 1153 viene menzionato come conte palatino al fianco di altri grandi aristocratici tra cui il conte palatino del Reno Ottone II di Wittelsbach, mentre in un altro redatto a Speier datato 17 gennaio 1154 compare accanto al duca Guelfo I di Toscana, al duca Federico IV di Svevia, al margravio Ermanno III di Baden, al conte d'Alsazia Ugo e altri. Il 17 maggio dello stesso anno la sua firma si trova a fianco di quella di suo fratello Ugo II (menzionato in un documento dello stesso anno come comes di Costanza) dopo quella di Guelfo I e seguito da diversi altri conti (Rodolfo di Pfullendorf, Guarniero di Kyburg, Hartmann di Dillingen, Eberardo di Nellenburg, Marquard di Veringen) in un documento imperiale il monastero di Kreuzlingen nei pressi di Pfaffenhofen.
Federico compare per l'ultima volta insieme a suo fratello Ugo in un documento imperiale redatto a Costanza il 24 novembre 1162, nel quale Guelfo I apre la lista dei testimoni, seguito da Federico e suo fratello e da diversi altri conti senza cognome. Si presume sia morto nel 1162, perché suo fratello Ugo, a partire dai successivi documenti di quello stesso anno, compare come conte palatino di Svevia.